# Chica de compañía
Una chica de compañía, acompañante o escort es una mujer remunerada para eventos sociales, es decir, a la que un cliente paga por acudir con él a reuniones, fiestas, salidas a otra ciudad, etc. El servicio suele incluir sexo, aunque no siempre, en cuyo caso, se da bajo consentimiento, y no como parte de la contratación. En la mayoría de los casos, el cliente de este servicio busca acompañamiento femenino para acudir a cenas o eventos de negocios. Estas personas suelen trabajar en lo que se conoce como agencias escorts o agencias de acompañantes.

## Servicios sexuales
En este caso la escort actúa como una trabajadora sexual no visible al público general, ya que no hace su trabajo habitual en un lugar permanente como un burdel ni realiza prostitución callejera. La mayoría de los servicios proporcionados por acompañantes a sus clientes implican una relación sexual (sexo vaginal, anal, oral, masturbación o el uso de juguetes sexuales). Si bien es cierto que muchas acompañantes son llamadas para la estimulación sexual, a menudo las chicas de compañía acompañan a sus clientes a cenas, bodas o eventos sociales. Al igual que con el trabajo sexual, la prevalencia de la coacción puede existir.

## Servicios no sexuales
Aunque el contacto sexual juega un papel importante en el trabajo de las chicas de compañía, no todos los clientes contratan los servicios por el sexo. Algunos simplemente lo hacen por razones sociales, como asistir a una fiesta. Otras call girls son especialistas en dominación y otros fetiches que no requieren del contacto íntimo sexual. 

### Compañía
Hay quien contrata los servicios simplemente para disfrutar la compañía de una atractiva mujer. Las agencias de acompañantes intentan determinar si esto es lo que un cliente quiere y, si lo es, la agencia intentará mandar las mujeres más educadas y atentas con su cliente. No es extraño que estas chicas de compañía reciban grandes pagas o incluso legados de sus clientes. En la película Klute, Bree Daniels realiza este servicio a un anciano fabricante de prendas de vestir judías.

### Entornos sociales
En vez del sexo, el cliente puede simplemente desear impresionar a sus compañeros al tener una cita con una mujer atractiva, o incluso fingiendo que es su novia o esposa. Por ejemplo, el cliente puede asistir a una reunión de antiguos alumnos del instituto o de la universidad o a un acto social de la oficina. Los clientes que buscan este tipo de servicios dirán a la agencia cuáles son sus intenciones. Especifican el tipo de mujer que buscan para ese papel. El cliente puede citarse con la chica antes para evaluar su nivel de inteligencia, su educación, sus maneras, su discurso y su habilidad para simular, además de juzgar su apariencia. Les preguntan sobre su pasado, su pasado ficticio y su relación fingida, con el fin de llevar a buen término la farsa.

## Internet
La mayoría de las agencias de chicas de compañía tienen sus propias páginas web. El Internet se ha convertido en un importante medio a través del cual los clientes pueden encontrar servicios de este tipo. Generalmente hay fotos de las chicas y, en muchos anuncios, se describen los tipos de servicios sexuales que ofrecen. Algunas agencias también presentan una tarifa más alta para clientes que solicitan servicios poco comunes, como encuentros con gemelas, actrices porno, modelos, dominatrices o mujeres sumisas. Los servicios pueden cubrir una o varias zonas específicas. Habitualmente, la chica de compañía o la agencia se encargan de presentar su información en el sitio web correspondiente.
Además, ciertas plataformas digitales permiten a los clientes personalizar su experiencia, ofreciendo opciones como encuentros exclusivos, sesiones de larga duración, o estilos específicos como la Girlfriend Experience (GFE) o la Porn Star Experience (PSE). Estas páginas también incluyen medidas de seguridad para garantizar la discreción y la privacidad de las partes involucradas.

## Cine y televisión
Algunas obras que abordan el tema directa o indirectamente:
- 700 euros, diario secreto de una call girl
- The Babysitters
- Klute
- Secret Diary of a Call Girl
- Breakfast at Tiffany's
- The Girlfriend Experience
- Pretty Woman